# 마이 타임 앳 샌드록
마이 타임 앳 샌드록(My Time at Sandrock)은 2023년 Pathea Games가 개발하고 PM 스튜디오 및 포커스 엔터테인먼트가 배급한 농장 생활 시뮬레이션 롤플레잉 비디오 게임이다. 2019년 비디오 게임 마이 타임 앳 포샤의 후속작으로, 현대 기술이 파괴된 사건으로부터 300년 후의 사막을 배경으로 한다. 이 게임은 그래픽 면에서 칭찬받았지만, 반복적인 게임플레이로 인해 비판받기도 했다.
이 게임은 2020년 10월에 발표되었고 킥스타터 캠페인을 통해 자금을 조달했으며, 초기에는 2021년 3월에 앞서 해보기로 출시될 예정이었다. 그러나 현지 등급 인증이 필요해 출시가 연기되었다. 결국 이 게임은 2022년 5월 26일에 Windows용 앞서 해보기로 출시되었고, 2023년 11월 2일에 닌텐도 스위치, 플레이스테이션 4, 플레이스테이션 5, 엑스박스 원, 엑스박스 시리즈 X/S용으로 정식 출시되었다.

## 줄거리

### 배경
배경은 마이 타임 앳 포샤와 마찬가지로 현대 기술 대부분을 파괴하고 이전 문명을 멸망시킨 대재앙의 날로부터 300년 후의 포스트 아포칼립스 세계를 배경으로 한다. 사람들은 사회를 재건하고 결국 자유 도시 연합과 시민군이라는 군사 조직을 형성한다. 연합은 고대 기술을 획득하고 자신의 이익을 위해 다른 지역을 정복하려는 전제적인 제국인 듀보스와 전쟁 중이다. 샌드록은 농장 생활 시뮬레이션과 롤플레잉 비디오 게임의 요소를 결합한다.

### 스토리
플레이어 (남성은 기본 이름 맥스, 여성은 기본 이름 루시)는 다른 농장 시뮬레이션 게임과 달리 봄 첫날이 아닌 여름 첫날에 샌드록에 도착한다. 그곳에서 그들은 은퇴한 건축가 메이슨의 소유였던 작업장을 상속받는다. 그들은 또한 다른 건축가 미안, 메이슨, 마을의 길드 위원 얀, 그리고 마을 시장인 트루디, 시민군 소속의 보안관 저스티스와 그의 조수 언수르, 마을 장관 마틸다, 교회 목사 미구엘, 여관 주방장 그레이스, 미안의 친구 엘리스, 수분 농장을 운영하는 농부 지크, 그리고 악명 높은 산적 로건을 경고하는 지역 영웅 펜 등 다른 마을 사람들을 만난다.
플레이어와 미안의 첫 번째 임무는 록키라는 감독이 이끄는 광산 회사를 위해 리프트를 수리하는 것이다. 그것이 끝나면 곧 또 다른 임무를 받는다. 마틸다의 요청으로 모래 폭풍으로 파괴된 야외 무대를 재건하는 것이다. 플레이어는 또한 저스티스가 그레이스와 관련된 문제를 해결하고 지하 갱도에서 연구원 치를 구출하는 것을 돕는다. 로건과 그의 조수 하루가 마을을 침공하여 기차를 약탈한다. 저스티스가 그들과 맞서지만 산적들은 도망친다. 플레이어는 나중에 지크의 농장을 위협하는 도마뱀 인간 같은 생명체인 글리글러들을 물리치고 치의 도움을 받아 농장의 기계를 수리하는 것을 돕는다. 플레이어와 저스티스는 나중에 글리글러들의 은신처에 잠입하여 샌드록을 침공하려는 지도자와 싸운다. 글리글러 지도자는 불안정한 다리 아래로 떨어져 죽고, 이로 인해 글리글러들은 샌드록에서 도망간다. 나중에 돌아온 민트의 도움으로 부서진 다리를 대체할 새 다리가 건설된다. 로건은 나중에 마을의 물탱크를 공격하고 붙잡히지 않고 도망친다. 샌드록의 물 부족을 발견한 후 얼마 지나지 않아 플레이어는 로건의 집을 조사하기 위해 미안과 엘리스와 합류한다. 엘리스는 로건이 근처 사원 공격에서 무죄라고 믿는다. 플레이어는 오래된 잠수함을 조사하여 지크를 위한 해조류 배양 기계를 만드는 데 필요한 부품을 찾고, 저스티스와 펜의 도움으로 로건으로부터 마틸다를 구출하고, 로건 갱단 소속의 어린 소년 앤디를 붙잡고, 최근 유독 가스 방출의 원인인 쥐 여왕이 이끄는 밴디랫을 물리치는 등의 추가 활동을 수행한다. 무사 (이전 게임에서 돌아옴)는 쥐 여왕이 패배한 후 마을을 지원하기 위해 샌드록에 도착한다. 로건의 동맹인 두더지 인간을 쥐 여왕으로부터 구하고 적대적인 로봇 매직 미러 (나중에 샌드록 시민이 됨)를 붙잡은 후, 두더지들은 샌드록과 무역 사업을 시작한다. 로건이 소유한 염소를 따라가던 플레이어는 절벽 아래로 떨어져 죽은 것으로 추정되지만, 사실 살아남았다. 플레이어가 로건과 하루를 찾아 싸운 후, 로건이 실제로 무죄이고 미구엘이 사원 공격과 로건이 비난받았던 모든 이전 범죄의 배후이며 펜과 얀이 그를 돕고 있다는 것을 알게 된다. 그레이스가 나타나 자신은 연합을 위해 일하는 요원이며 로건과 동맹이라고 밝힌다. 로건의 이전 행동은 죽은 아버지를 위한 정의를 얻기 위한 것이었으며, 펜이 물탱크 공격의 책임자이며 로건에게 누명을 씌웠다는 것이 밝혀진다. 그레이스는 "타이거"라고 불리는 잠복 듀보스 요원을 찾기 위해 샌드록에 왔다. 플레이어는 마을로 돌아와 마을 사람들에게 자신이 여전히 살아 있다는 것을 확인시켜준다. 숨겨진 시설에 접근한 후, 미구엘, 펜, 얀이 샌드록의 물 부족 음모 배후이며 듀보스와 동맹 관계라는 것을 발견한다. 미구엘이 하루와 플레이어에게 사건을 누명을 씌우려 하자, 로건이 그들과 맞서 그들의 계획을 폭로한다. 이로 인해 마틸다가 미구엘에게 총에 맞지만 (살아남음) 앤디가 펜의 파워 건틀릿을 방해한다. 플레이어는 엘리스의 도움을 받아 펜을 물리친다. 얀은 도망치려 하지만 록키와 플레이어에게 막힌다. 얀, 펜, 미구엘이 체포된 후, 플레이어와 그레이스는 물 전환 계획이 발굴 프로젝트의 전면이었다는 것을 알게 된다. 듀보스와 전보를 통해 그들의 계획을 알아내려 시도한 후, 듀보스가 침공을 준비하여 마을에 전투 준비를 촉구한다.
나중에 듀보스가 공격하여 펜과 얀을 구출한다. 마틸다가 "타이거"로 밝혀져 듀보스의 승리를 보장하기 위해 그들의 무기를 방해한다. 결과적으로 플레이어는 듀보스를 위해 일하도록 강요받지만, 듀보스 군인 스테브의 감시 아래 자유롭게 이동할 수 있다. 로건과 두더지 게드가 그들을 구출하고 마을 사람들을 해방시킨다. 듀보스 사령관은 그들을 항복시키기 위해 트루디를 인질로 잡지만, 로건이 그의 계략을 좌절시켜 플레이어가 사령관을 물리치고 듀보스 군인들을 항복시킨다. 듀보스의 비행선이 여전히 그곳에 있다는 것을 알고, 플레이어와 친구들은 엘리스의 거대한 새 친구 데이지의 도움을 받아 발굴 현장을 조사하기 위해 파견된다. 듀보스가 스타쉽이라고 불리는 고대 우주선의 엔진을 파내고 있다는 것이 밝혀진다. 시설에 잠입하여 펜과 마틸다를 물리친다. 마틸다는 자신의 메크와 함께 날아간다. 듀보스의 비행선은 연합 전투기의 공격을 받자 도망친다. 마틸다는 우주에 좌초되어 산소 부족으로 사망한다. 연합 사령관 에이버리는 듀보스 요원과 펜을 포로로 잡고 얀과 미구엘은 별도의 지점에서 지역 당국에 의해 끌려가기 전에 플레이어와 친구들의 영웅적인 행동에 대해 포상한다. 원주민 버지스가 새로운 장관이 되고, 얀의 쌍둥이 형제 웨이가 새로운 길드 위원이 된다. 로건에 대한 혐의는 취하되지만 그는 여전히 자신의 범죄를 속죄하기 위해 자수하고, 그레이스는 곧 떠난다.
플레이어, 엘리스, 로건은 나중에 물과 관광에 접근하기 위해 포샤로 가는 터널 건설을 돕는다. 그들은 또한 질식하고 있던 글리글러 래리를 구출하고 래리는 그들과 동맹을 맺는다. 트루디는 학교 건설 등 마을을 업그레이드할 계획을 세우고, 제인이라는 교사가 이사 오고, 샌드록으로 물을 수송할 파이프라인을 건설한다. 식물학자 뤄와 그의 조수 니아도 모래 폭풍으로부터 마을을 보호하기 위해 새로운 나무를 심는 것을 돕기 위해 마을로 온다. 어느 시점에서 그레이스는 은퇴하고 샌드록으로 돌아온다. 나무 심기 프로젝트를 돕기 위해 글리글러들이 서식하는 숨겨진 실험실에서 해조류 샘플을 채취하려 시도할 때, 그들은 래리와 그의 아내 제나를 인질로 잡고 이제 글리글러들의 새로운 지도자가 되어 샌드록을 점령하려는 래리의 사악한 사촌 게리를 만난다. 플레이어와 로건이 게리를 물리친 후, 그는 소닉 장치를 활성화하여 그들을 기절시키지만, 니아가 래리를 풀어주고 래리는 게리와 싸워 소닉 장치를 파괴한다. 그러나 게리가 그를 제압하고 슈퍼 해조류 물약을 사용하여 자신을 더 강하게 만든다. 게리의 두 번째 패배 후, 그는 죽고 래리는 글리글러 지도자로서 자신의 지위를 되찾는다. 나무가 자라는 동안, 플레이어는 지크와 그의 아버지 모트의 죽어가는 나무를 구하고, 신규 이주민을 위한 집을 짓고, 부모님과 짧은 재회를 하고, 니아를 위한 식물 상점을 짓고, 카토리라는 여성이 카토리 월드라고 불리는 놀이공원을 건설하는 것을 돕는다. 그런 다음 다른 자유 도시 시장들의 회의가 열린다. 플레이어가 관광 및 듀보스의 방어를 위해 스타쉽 엔진을 사용하여 새로운 비행선을 건설하는 것을 마친 후, 트루디는 마을을 되살리는 데 도움을 준 것에 대해 감사를 표하고 메인 스토리는 끝난다.

## 게임플레이
플레이어는 마을을 건설하고, 농사를 짓고, 광물을 캐고, 자원을 모으고, 아이템을 제작하고, 사이드 퀘스트 (의뢰라고 함)를 수락하고, 던전과 구세계 도시의 폐허를 탐험한다. 전투는 핵 앤드 슬래시 메커니즘을 사용한다. 플레이어는 또한 총 조준경으로 조준 사격을 할 수 있다. 샌드록은 사막에 위치하여 건조한 기후를 가지고 있기 때문에 플레이어와 주민들은 물을 절약하고 호수에서 물을 모으지 않도록 요청받는다. 대부분의 기계는 물을 소모하며, 이는 물탱크에 저장된다. 이는 기계가 너무 뜨거워지지 않도록 하기 위해 필요하다. 또한 나무를 베지 않도록 요청받고, 그렇게 할 경우 플레이어에게 페널티가 부과될 수 있다. 플레이어는 21명의 NPC 캐릭터와 연애할 수 있는 옵션이 있다. 이를 통해 플레이어는 일부 캐릭터와 사교하고 결국 결혼할 수 있다.

## 개발
마이 타임 앳 포샤의 후속작은 2020년 10월 킥스타터 캠페인을 통해 자금을 조달하며 발표되었다. 이 캠페인은 160개국 이상에서 거의 10,000명의 후원자를 확보했으며 총 $524,770를 모금했다. 비교하자면, 2022년과 2023년에 각각 앞서 해보기 및 정식 출시된 또 다른 농장 시뮬레이션 게임인 코럴 아일랜드는 160만 달러를 모금했다. 이 게임은 처음에 2021년 3월에 앞서 해보기로 출시될 예정이었고, 2022년 여름에 정식 출시될 예정이었다. 그러나 2021년 3월 발표 이후, 온라인 출판을 위한 "현지 등급 인증"을 받아야 했기 때문에 앞서 해보기 계획이 연기되었다. 오랜 지연 끝에 게임은 2022년 5월 26일 PM Studios를 통해 Windows, 플레이스테이션 4, 플레이스테이션 5, 엑스박스 원 및 Series X/S, 닌텐도 스위치용 앞서 해보기로 마침내 출시되었다. 앞서 해보기 기간 동안 2023년 4월에 Knives Out 업데이트가 출시되어 미니게임, 새로운 날씨, 이야기, 결혼식이 추가되었다. 게임은 2023년 11월 2일에 정식 출시되었으며, 게임의 품질을 보장하기 위해 2023년 9월 26일에서 연기되었다.
마이 타임 앳 포샤와 달리 (멀티플레이어를 도입할 계획이 없었음) Windows 버전에는 협동 멀티플레이어가 있다. 개발자들은 2024년에 다운로드 가능 콘텐츠(DLC) 팩을 출시할 계획이다. 크로스 플랫폼 플레이는 2024년 6월부터 가능해졌다. 이 게임은 2024년 9월 12일에 플레이스테이션 4(PS4)로 이식되었다.

## 평가
메타크리틱에서 My Time at Sandrock는 Windows와 PlayStation 5에서 긍정적인 평가를 받았고, Switch 버전은 엇갈린 평가를 받았다. 다양한 비평가들은 이 게임이 재미있다고 칭찬했다. 어떤 사람들은 아늑한 분위기를 좋아했고, 어떤 사람들은 게임이 잠이 들게 만들었다고 칭찬했다. Rock, Paper, Shotgun의 앞서 해보기 리뷰는 이 게임을 "강력하고 풍요롭게 상세한 생활 시뮬레이션"이라고 묘사하며 게임플레이 루프를 칭찬했다.
일부 기술적인 문제에도 불구하고 IGN은 이 게임을 "즐거움"이라고 부르며 마이 타임 앳 포샤보다 거의 모든 면에서 뛰어나다고 말했다. 그들은 던전과 전투가 다소 기본적이라고 생각했지만, 나머지 게임이 그것을 보완한다고 말했다. 닌텐도 라이프는 이 게임을 "상당히 즐길 만하다"고 평했지만, 그래픽, Switch에서의 성능 문제, 소프트웨어 버그, 그리고 그들이 느꼈던 "뚜렷한 정체성의 부족"을 비판했다. Digitally Downloaded도 기술적인 문제를 보고했으며, 게임이 너무 지연되어 플레이어가 "실제로 로드하는 동안 커피 한 잔을 만들 수 있다"고 언급했다. 그러나 닌텐도 라이프는 패치가 출시 이후 일부 기술적인 문제를 해결했다고 말했다. Nintendo World Report도 Switch에서 성능 문제를 겪었지만, 게임플레이 루프와 즐거운 세계의 장점을 들어 추천했다. VG247은 이 게임이 목장이야기와 스타듀 밸리의 장점을 결합했다고 말했다. 비록 개념이 새로운 것은 아니라고 느꼈지만, 캐릭터, 스토리, 게임플레이를 칭찬했다. TouchArcade의 닌텐도 스위치 리뷰는 이 게임이 "개선된 점이 많아 장르 최고의 후속작 중 하나처럼 느껴진다"고 언급했다.

## 후속작
2024년 9월, Pathea Games는 My Time 시리즈의 또 다른 후속작을 발표했다. 이 게임의 제목은 마이 타임 앳 에버샤인이다. 새로운 게임은 샌드록이 "완전히 완성된 멀티플레이어 모드에 대한 약속을 이행하지 못했을 수 있다"는 보고와 함께 더 나은 멀티플레이어를 특징으로 할 것이라고 보도되었다.

## 같이 보기
- 코럴 아일랜드, My Time at Sandrock 직후 출시된 열대 섬을 배경으로 하는 또 다른 농장 시뮬레이션

### 참고
1. ↑  앞서 해보기 출시: 2022년 5월 26일